# 第20回日劇學院賞
←第19回 - 第20回 - 第21回→
第20回日劇學院賞，為針對1999年1月到3月日本播出的連續劇之投票與評比。最優秀作品由中谷美紀所主演的《繼續》獲得。江口洋介以知名的《救命病棟24時》系列的醫師一角首次獲最佳男主角獎。

## 最優秀作品賞
《繼續》
- 讀者票：1.重返少年時；2.救命病棟24時；3.涙をふいて
- 記者票：1.繼續；2.惡靈貞子；3.三十拉警報
- 評審票：1.繼續；2.救命病棟24時；3.惡靈貞子

## 主演男優賞
江口洋介（救命病棟24時）
- 讀者票：1.堂本剛（重返少年時）；2.江口洋介（救命病棟24時）；3.反町隆史（三十拉警報）
- 記者票：1.江口洋介（救命病棟24時）；2.高橋克典（日语：高橋克典）（上班族金太郎）；3.堂本剛（重返少年時）
- 評審票：1.江口洋介（救命病棟24時）；2.高橋克典（日语：高橋克典）（上班族金太郎）；3.堂本剛（重返少年時）

## 主演女優賞
中谷美紀（繼續）
- 讀者票：1.財前直見（上班女郎（日语：お水の花道・女30歳ガケップチ））；2.中谷美紀（繼續）；3.江角真紀子（三十拉警報）
- 記者票：1.中谷美紀（繼續）；2.財前直見（上班女郎（日语：お水の花道・女30歳ガケップチ））；3.觀月亞里莎（秀逗修女瑪莉亞（日语：天使のお仕事 (テレビドラマ)））
- 評審票：1.中谷美紀（繼續）；2.財前直見（上班女郎（日语：お水の花道・女30歳ガケップチ））；3.深田恭子（鬼之棲家）

## 助演男優賞
渡部篤郎（繼續）
- 讀者票：1.長瀨智也（惡靈貞子）；2.渡部篤郎（繼續）；3.上川隆也（上班女郎（日语：お水の花道・女30歳ガケップチ））
- 記者票：1.渡部篤郎（繼續）；2.長瀨智也（惡靈貞子）；3.生瀨勝久（鬼之棲家）
- 評審票：1.渡部篤郎（繼續）；2.長瀨智也（惡靈貞子）；3.惠俊彰（上班族金太郎）

## 助演女優賞
石田百合子（三十拉警報）
- 讀者票：1.遠藤久美子（重返少年時）；2.木村佳乃（三十拉警報）；3.石田百合子（三十拉警報）
- 記者票：1.石田百合子（三十拉警報）；2.矢田亞希子（惡靈貞子）；3.木村佳乃（三十拉警報）
- 評審票：1.高田聖子（やんちゃくれ）；2.須藤理彩（救命病棟24時）；3.木村佳乃（戀愛症候群（日语：ラブコンプレックス））

## 新人賞
田中麗奈（三十拉警報）

## 服裝造型賞
榎本加奈子（只有可愛不行嗎？）

## 腳本賞
西荻弓繪（繼續）

## 配樂賞
《惡靈貞子》

## 主題歌賞
〈朝がまた来る〉DREAMS COME TRUE（救命病棟24時）

## 卡司賞
《上班女郎》

## 片頭賞
薗田賢次（繼續）

## 監督賞
堤幸彥、伊佐野英樹、金子文紀、今井夏木（繼續）

## 特別賞
《京都迷宮案內》第一季